# 麥克馬納斯畫廊
麥克馬納斯：丹地藝術畫廊及博物館（英語：The McManus: Dundee's Art Gallery and Museum）是一個於鄧迪市中心的哥德復興式建築博物館。博物館內收藏各類藝術作品和自然歷史展品，目前屬於A項登錄建築。
最初由不列顛科學協會委託興建一座建築物以紀念艾伯特親王，以及提供教學、博物館、畫廊和圖書館給學生。建築師為喬治·吉爾伯特·史考特，他是一名中世紀教堂修復專家，以及哥德式建築擁護者。他希望建築物像他前作聖尼古拉教堂一樣有一座大塔樓。建築工程於1865年展開，由於地基不穩，使這建築未能擁有他想要的大高塔。1867年完工時，當時名為「艾伯特學院」。
博物館在2005年10月24日關閉進行重修工作，共花費£780萬，於2010年2月28日重新對外開放，並重新命名為麥克馬納斯：丹地藝術畫廊及博物館。

## 外部連結
- 官方網站（页面存档备份，存于）